# Kostel svatého Gervásia a Protásia (Paříž)
Kostel svatého Gervásia a Protásia novotvarem někdy chybně překládán jako Kostel svatého Gerváce a Protáze (fr. Église Saint-Gervais-Saint-Protais) je katolický, dříve také farní kostel ve 4. obvodu v Paříži na Place Saint-Gervais. Výstavba kostela začala v roce 1494 a byla dokončena v 17. století. Kostel je zasvěcen římským prvomučedníkům, svatým Gervásiovi a Protásiovi z 1. století n. l., podle jiných pramenů až ze 2. století

## Historie
Pozdně gotický kostel jako halové trojlodí s plaménkovými kružbami oken byl vystavěn na základech nejstaršího křesťanského kostela na pravém břehu Seiny. Bazilika je zde doložena již koncem 4. století, u ní se nacházela nejstarší farnost. Dnešní stavba byla zahájena v roce 1494 na základech románské stavby z konce 12. století a trvala zhruba 150 let. Průčelí bylo dokončené ve stylu renesance roku 1616 a je dílem architekta Clémenta Métezeaua, interiér trojlodí s tribunami nad postranními kaplemi upomíná na jezuitské vzory. Jako nejkrásnější chrámovou architekturu v Paříži jej obdivoval Voltaire
V roce 1862 byl kostel prohlášen za historickou památku, nyní je evidován ve fondu národních historických památek Francie.
Dne 29. března 1918 během velkopátečních bohoslužeb dopadla na kostel střela z tzv. Pařížského děla, která probořila klenbu a uvnitř zabila 88 osob a 68 jich zranila. Jednalo se o největší tragédii během bombardování Paříže za první světové války. Tuto událost popisuje Romain Rolland ve své novele Petr a Lucie.
V roce 1975 kardinál François Marty svěřil kostel laické komunitě Jeruzalémského bratrstva, která farní správu zrušila a poskytuje zde humanitární pomoc bezdomovcům.

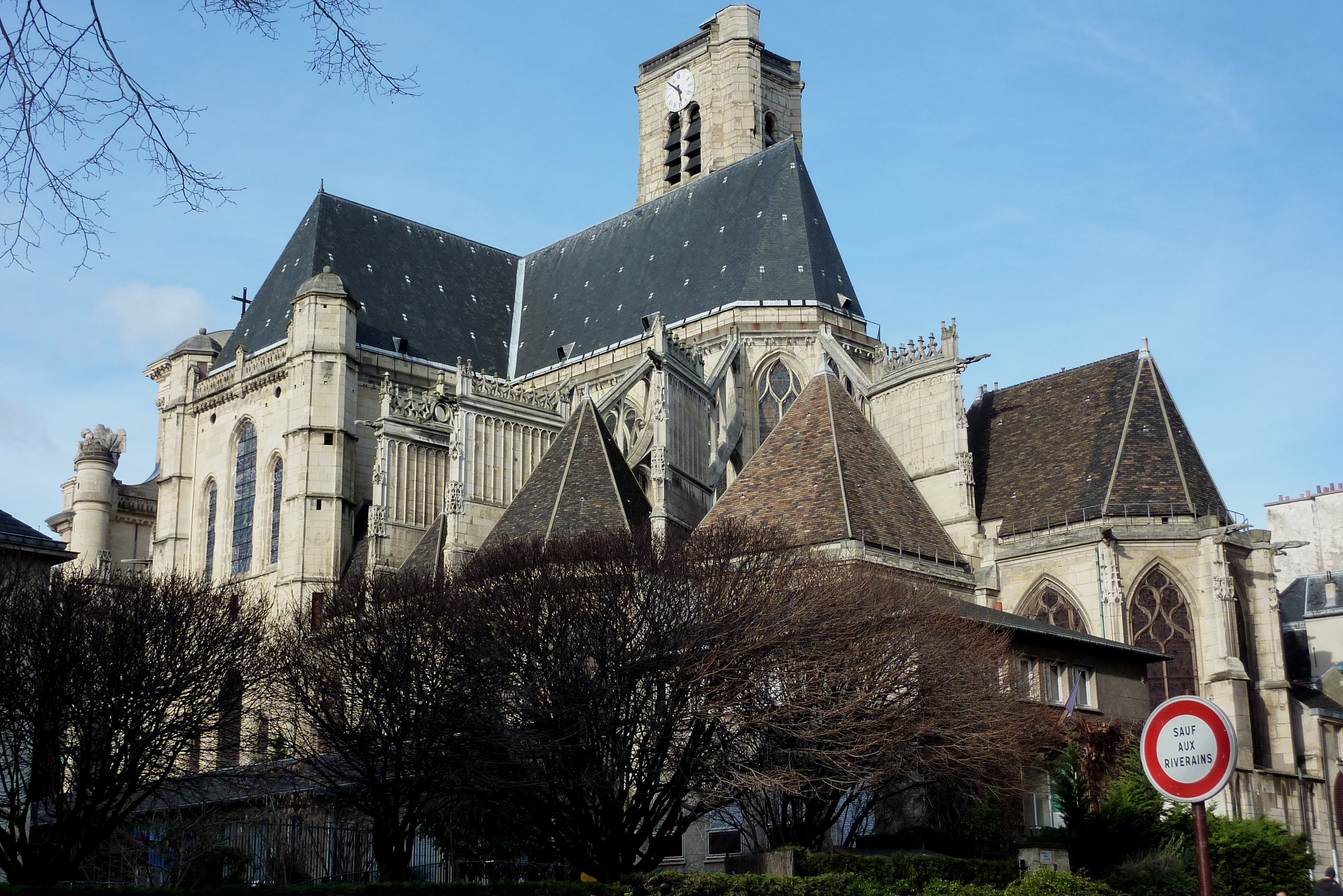
Pohled na gotickou část kostela

## Architektura
I když je architektura kostela převážně gotická, jeho fasáda projektovaná roku 1616 a dokončená v roce 1621 je typickou ukázkou francouzského klasicismu. Jejími autory jsou architekti Salomon de Brosse a zejména Clément II. Métezeau. Průčelí je trojetážové a trojosé: hlavní sloupový portál v přízemí doprovázejí dvě dvojice nárožních sloupů dórského řádu, pokračují čtyřmi páry sloupů iónského řádu v prvním patře a vrcholí volutovým štítem, neseným dvěma páry korintských sloupů ve druhém patře.
François Mansart zopakoval tento etážový vzor rytmu iónských a korintských sloupů v Paříži na fasádě nedochovaného klášterního kostela bernardinů-feuillantů z let 1623-1624.

## Interiér
- Kaple sv. Vavřince - druhá na levé (severní) straně - má na přední straně oltářní menzy raně gotický reliéf Smrt Panny Marie z poloviny 14. století.
- Kaple Srdce Páně (čtvrtá nalevo) bývala cechovní kaplí prodejců vína a má dřevořezby z 18. století
- Chrámová okna jsou vyzdobena vzácnými vitrážemi z období od raného 16. století do 20. století. Nejcennější jsou renesanční s vyobrazením krále Šalomouna z roku 1531 v okně jižní chórové kaple sv. Jana Křtitele. Následují párové výjevy s figurami: Mojžíš a Eliáš, Abrahám, Izák a Jákob, Adam a Noe, nebo Josef a jeho bratři, všechny vytvořil významný designér a sklenář Claude Courageux.
- Chórové lavice ze 2. čtvrtiny 17. století mají na sklopných sedadlech řezané výjevy z práce zdejších obchodníků, či hostinských a lázeňských profesí.
- Dřevěné sochy svatých Gervasia a Protasia v chóru mezi hlavním oltářem a pilíři mezilodních arkád z roku 1625, raně barokní dílo řezbáře Bourdina.
- Zlatá kaple (La Chapelle Dorée) - vzácná pozdně renesanční výzdoba s polychromovanými dřevořezbami pochází z období krále Ludvíka XIII.
- Gotická socha Panny Marie Dobré ochrany (Notre Dame de Bonne Délivrance) je dřevořezba korunované madony s Ježíškem, z doby kolem roku 1360.
- Velké varhany na západní kruchtě pocházejí z poloviny 17. století, postavila je varhanářská rodina Thierry. Proslavil je zdejší varhaník a dvorní skladatel François Couperin zvaný Veliký, ale hráli na ně také další příslušníci této rodiny, počínaje otcem Louisem Couperinem. V roce 1768 jejich konstrukci vylepšil François-Henri Clicquot, mezi léty 1812-1843 je upravila firma Daléry otec a syn. Restaurování provedly firmy Danion-Gonzalez v roce 1974 a Muhleisen roku 2003. Patří k nejlepším nástrojům v Paříži a jako jediné z nich mají přesný rodokmen mistrů.
- Malé varhany jsou z roku 1845.

Hlavní památky interiéru
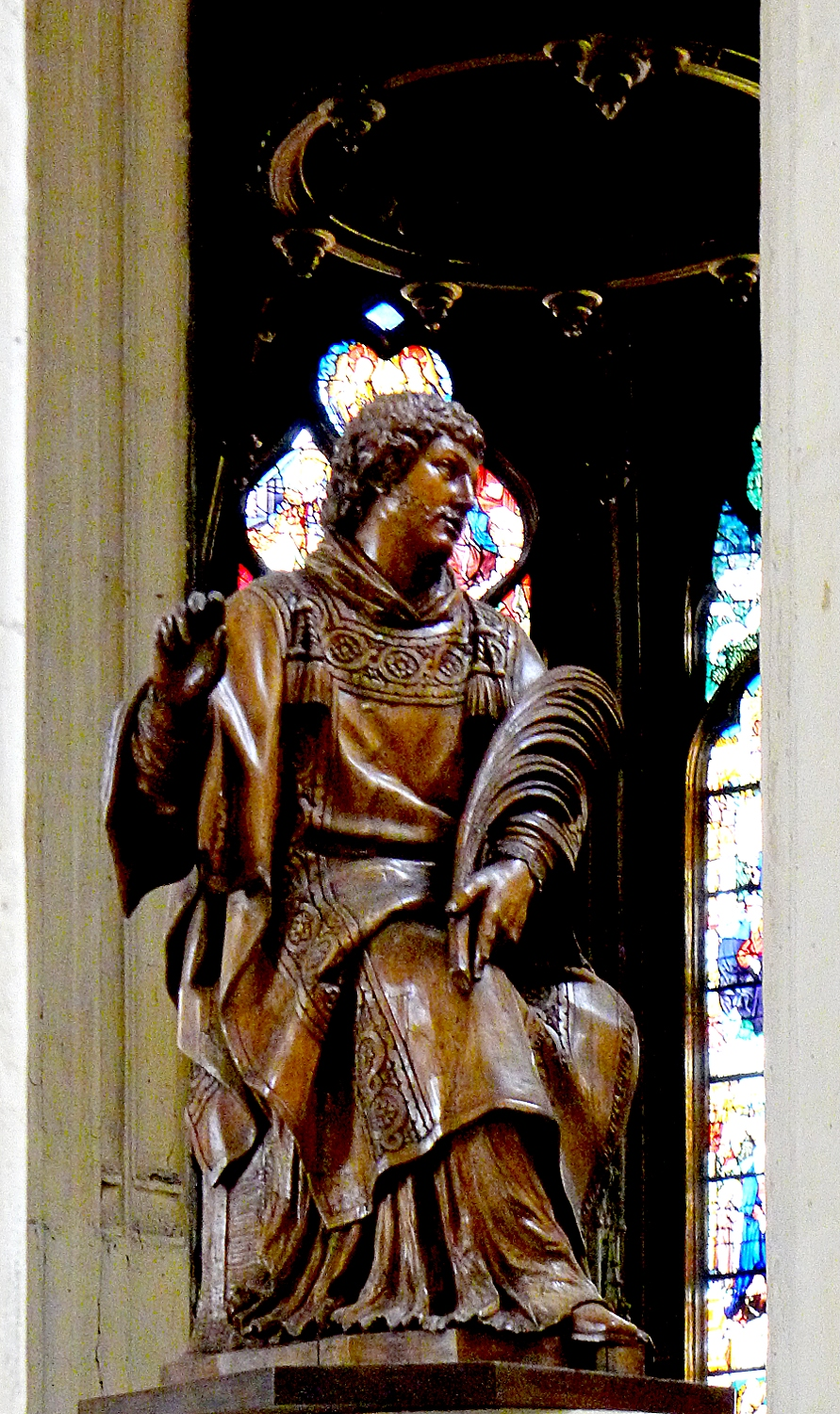
Socha sv. Protasia (1625)
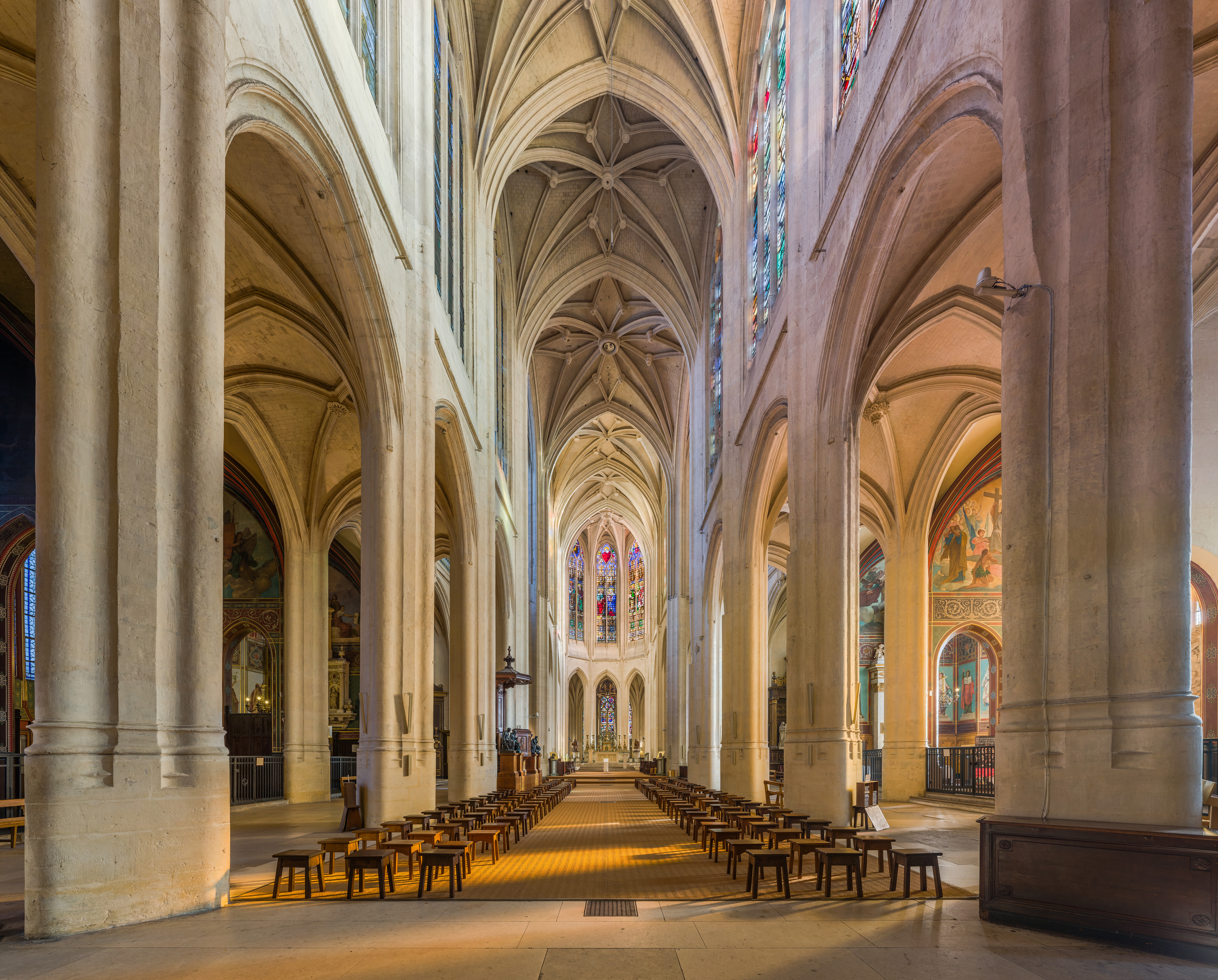
Pohled od hlavního vchodu
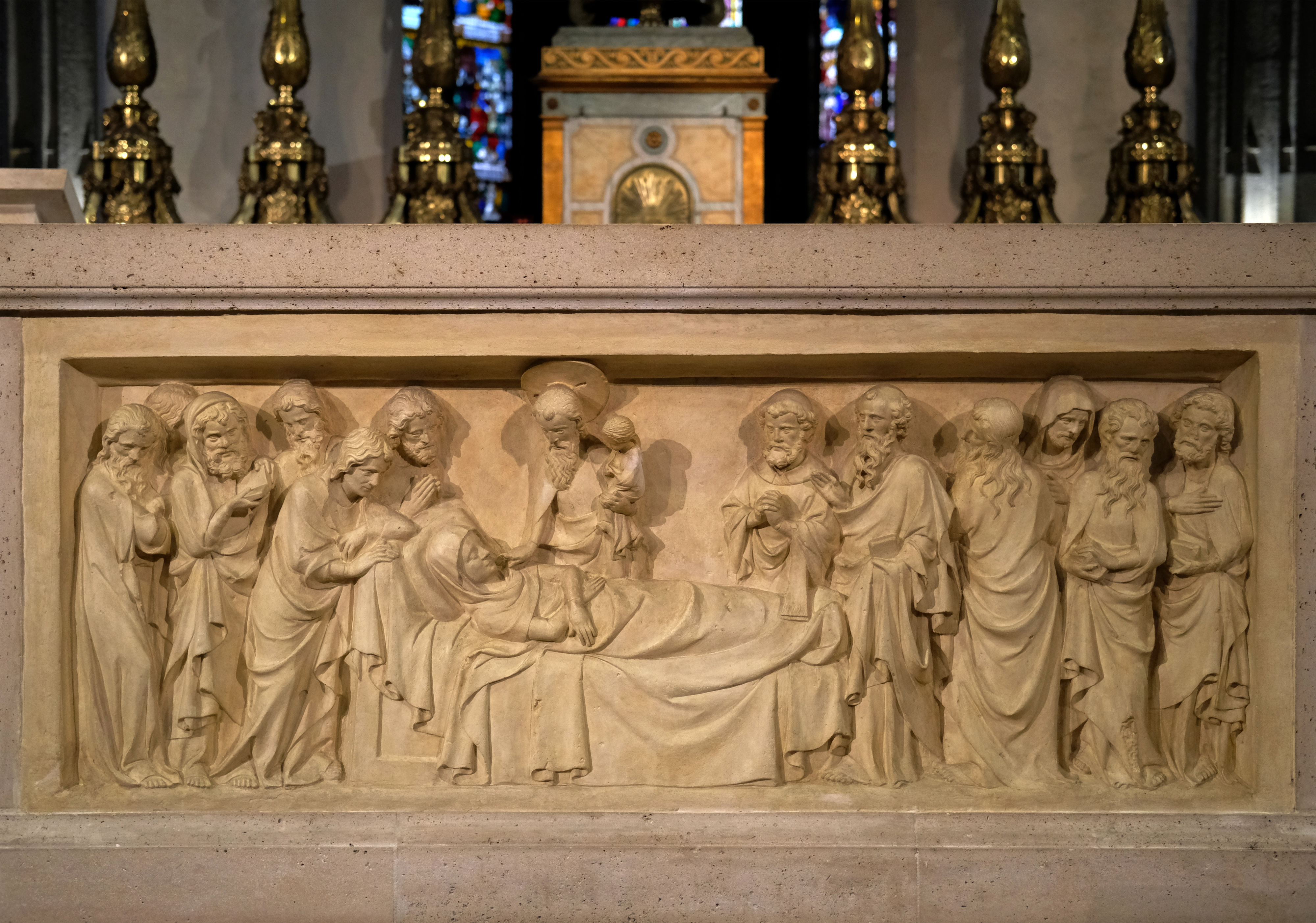
Oltářní reliéf Smrt Panny Marie
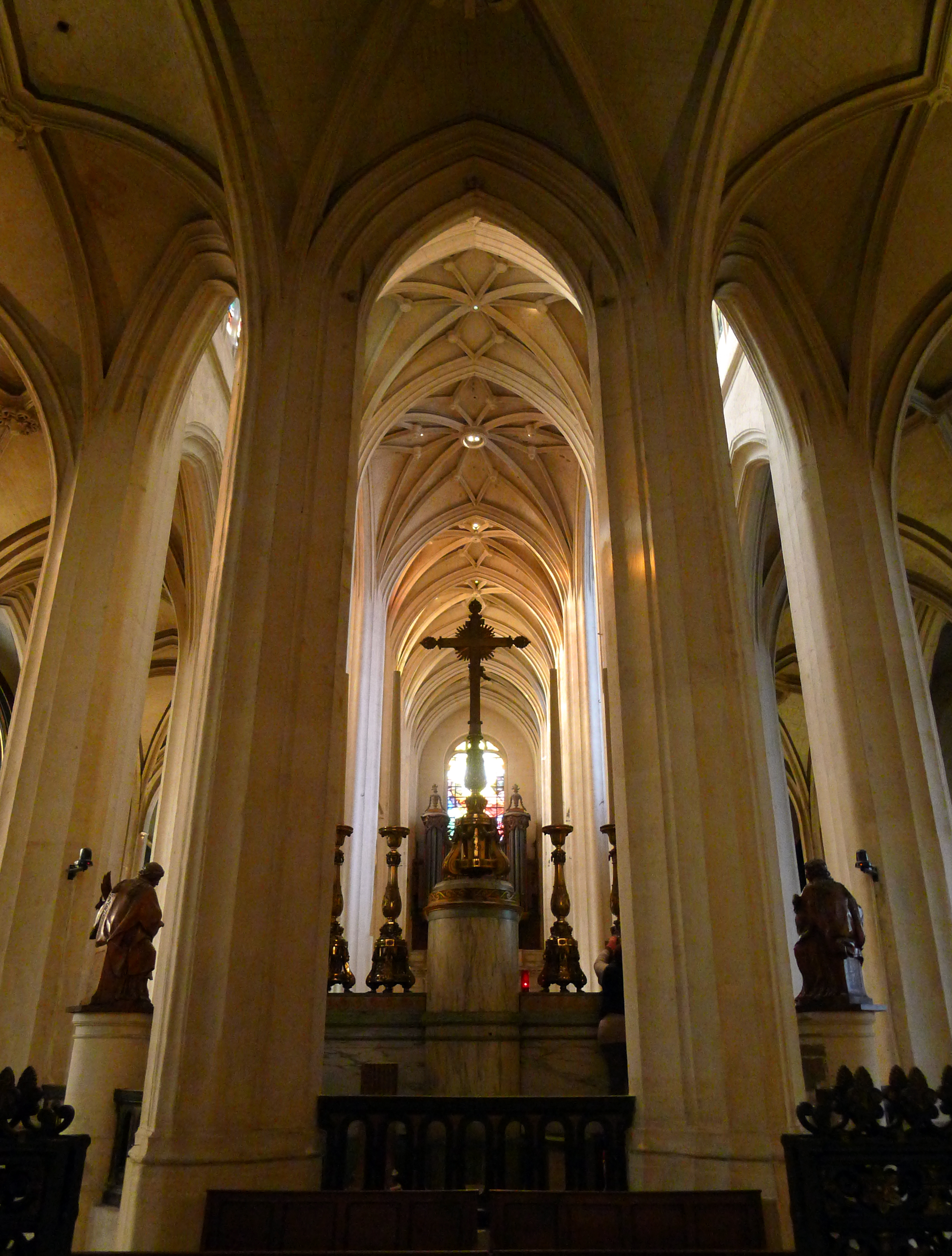
Ochoz chóru
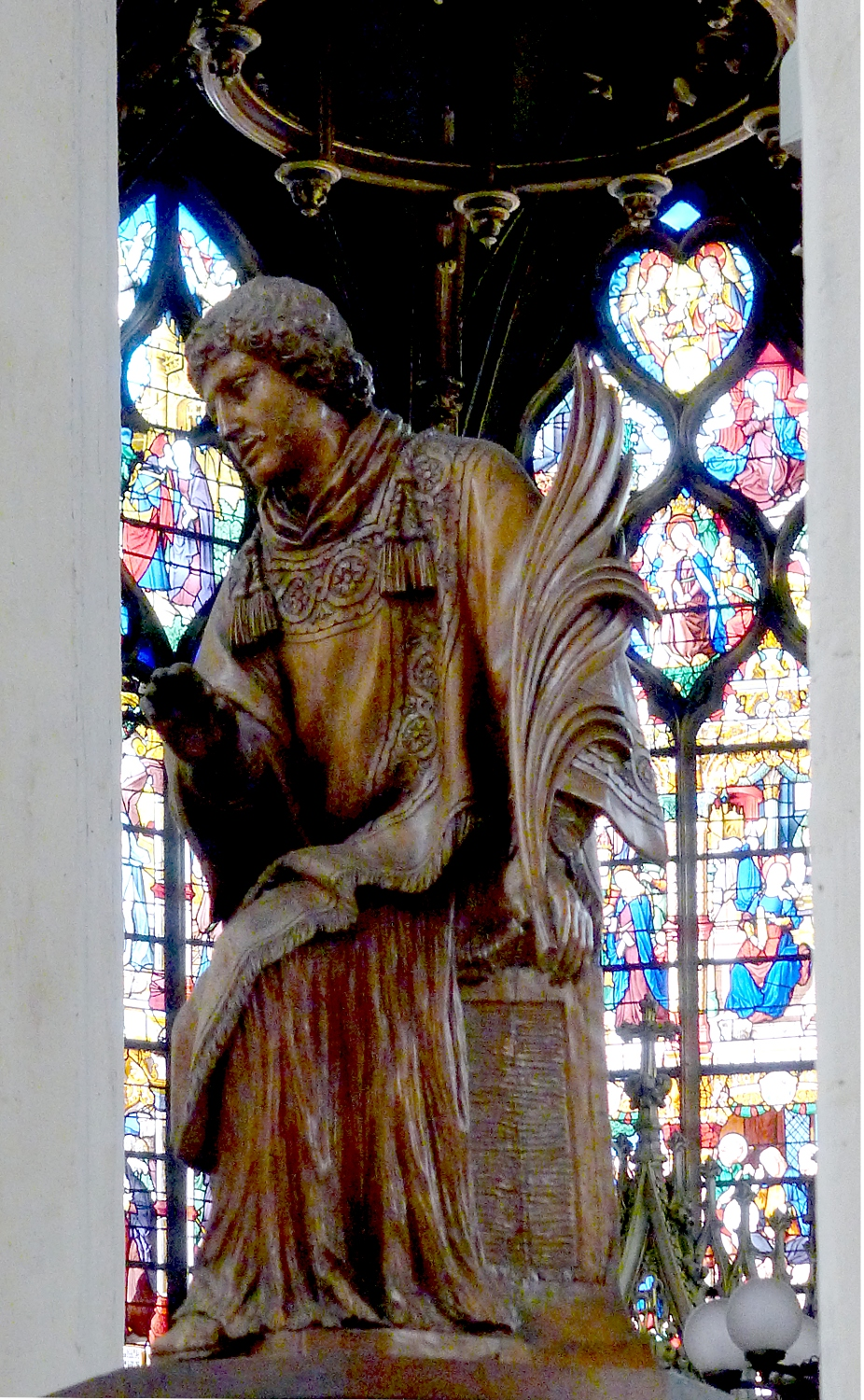
Socha sv. Gervasia (1625)